# Thị trường phát sóng
Thị trường phát sóng (tiếng Anh: media market hay broadcast market) hay thị trường truyền hình (tiếng Anh: television market area) là một phạm vi mà dân số có thể thu được sóng của đài truyền hình và phát thanh giống như nhau (hoặc tương tự nhau), và cũng bao gồm những phương tiện truyền thông khác như báo viết và nội dung Internet.
Điều này có thể xảy ra cùng lúc hoặc chồng chéo lên nhau ở một hay nhiều vùng đô thị, mặc dù khu vực nông thôn với dân số rất ít ỏi cũng có thể được xác định là thị trường phát sóng. Ngược lại, những vùng đô thị cực kỳ rộng lớn đôi khi có thể được chia nhỏ ra thành nhiều mảng. Thị trường phát sóng có thể nằm đè lên nhau, tức là những người cư trú ở rìa thị trường sẽ có khả năng thu được nội dung phát sóng từ các thị trường gần đó. Chúng được sử dụng rộng rãi trong phép đo lường khán thính giả (vốn do Trung tâm Nghiên cứu Truyền thông Nielsen tạo lập ở Hoa Kỳ, Nielsen đo được lượng khán thính giả cả truyền hình và phát thanh radio kể từ khi nó mua lại công ty Arbitron vào tháng 9 năm 2013)